# Eleanora Cobham
Eleanora, hertogin van Gloucester (Starborough Castle (Surrey), ± 1400 - Beaumaris Castle, Anglesey (Wales), 7 juli 1452) was eerst een minnares en daarna de tweede echtgenote van Humphrey van Gloucester. Op latere leeftijd werd ze beschuldigd van hekserij en necromantie, waarvoor ze in 1441 werd veroordeeld tot gevangenschap.

## Levensloop
Ze was een dochter van Reginald Cobham, baron van Sterborough en zijn eerste vrouw Eleanor Culpeper († 1422), dochter van Thomas Culpeper. Ze werd geboren op Sterborough Castle in Kent. Rond 1422 werd Eleanora een hofdame van Jacoba van Beieren, die in afwachting van haar scheiding met Jan IV van Brabant naar Engeland was gevlucht in 1421. In 1423 huwde Jacoba met Humphrey van Gloucester, de jongste zoon van koning Hendrik IV van Engeland, die sinds de dood van zijn oudste broer Hendrik V de Lord Protector ('heerser en beschermer') was van de nog peuter zijnde en toekomstige koning Hendrik VI en daarbij een leidende rol had in zijn hofraad.
Gloucester vertrok naar Frankrijk om de landgoederen (Henegouwen) van zijn toekomstige vrouw Jacoba onder controle te krijgen. Bij zijn terugkeer naar Engeland in 1425 werd Eleanora zijn minnares. In januari 1428 liet de hertog zijn huwelijk met Jacoba ontbinden en trouwde vervolgens met Eleanora. Volgens kroniekschrijvers was Eleanora erg knap, intelligent en ambitieus waarbij Humphrey statig, liefdevol en beroemd was. De volgende jaren waren ze het centrum van de belangstelling aan het flamboyante Engelse hof, gelegen op 'La Plesaunce' in Greenwich, omringd door dichters, muzikanten, geleerden, vrienden en andere belangrijke personen. In november 1435 liet Gloucester zijn landerijen delen met zijn echtgenote Eleanora, als een soort bruidsschat.
In 1435 overleed Gloucesters oudere broer Jan van Bedford, waardoor Humphrey de eerste gegadigde was voor de Engelse troonopvolging. Gloucester claimde ook het regentschap, maar dit werd niet toegestaan door de hofraad. Eleanora lijkt enige invloed te hebben gehad aan het hof en Hendrik VI mocht haar wel.

### Veroordeling en gevangenschap
Eleanora bezocht astrologen en misschien ook waarzegsters om te proberen de toekomst te voorspellen. De astrologen Thomas Southwell en Roger Bolingbroke hadden bijvoorbeeld voorspeld dat Hendrik VI in 1441 een levensbedreigende ziekte zou krijgen. Hendrik VI ging erg gebukt onder deze geruchtenstroom en liet een aantal voorspellers oppakken. Bolingbroke noemde ook Eleanora als een van de medeplichtigen; deze ontkende alle aantijgingen, maar werd toch veroordeeld tot een levenslange gevangenisstraf. Het huwelijk met Humphrey werd na 1441 ontbonden. Ze overleed op 7 juli 1452 in gevangenschap op Beaumaris Castle in Anglesey.
Antigone van Gloucester (1426-1451) was misschien een dochter van Eleanora.